# Cornelius Vanderbilt
Cornelius Vanderbilt (født i 1794 Staten Island i New York City, død i 1877), med kælenavnet Commodore, var en skibsreder og entreprenør som opbyggede en enorm formue på dampskibstrafik og mellem USA og Europa og jernbaner i USA.
Vanderbilt begyndte som styrmand på en af Thomas Gibbons dampbåde, i en tid da Robert Fulton havde fået tildelt monopol på al dampskibstrafik i 30 år af staten New York. Gibbon og Vanderbilt udfordrede monopolet og startede i 1817 dampskibstrafik med lavere priser end monopolpriserne. Tilbuddet blev meget populært og i 1824 slog højesterett fast, at der skulle være fri konkurrence på området. Fulton klarede ikke omstillingen til den nye konkurrencesituation, og gik konkurs. Gibbons og Vanderbilt fortsatte med store overskud, og Vanderbilt startede bagefter sit eget firma.
Vanderbilt etablerede i 1830'erne dampskibsruter i hele det nordøstlige USA med stor succes, gennem lavere priser og hurtigere rejser. Dette gjorde at han kunne udvide. Han pressede priserne ned og tjente mange penge. Udover dette begyndte han også med dampskibstrafik mellem USA og Europa, og Vanderbilt etablerede sig med rimeligere billetter og hurtigere overfart end konkurrenterne. Skibet Vanderbilt satte fartrekord fra New York City til Liverpool, et skib det havde kostet 600.000 USD at bygge. Dette var da det største dampskib som var bygget i verden. Vanderbilt var også blandt de første til at bygge skibe i jern i stedet for træ.
Ved sin bortgang havde han opbygget en formue på 100 millioner USD, og var USAs rigeste mand. Han regnes ofte som en af de rigeste i verdenshistorien når der justeres for inflation.
Vanderbilt blev gift med Sophia Johnson i 1813. Vanderbiltfamilien fik otte døtre og fem sønner.